# Campionato statunitense lead di arrampicata
Il Campionato statunitense lead di arrampicata (Sport Climbing Series, SCS Open Nationals) è il campionato statunitense di arrampicata organizzato annualmente dalla federazione statunitense USA Climbing.
Gli altri due Campionati statunitensi di specialità dell'arrampicata sono:
- il Campionato statunitense boulder di arrampicata
- il Campionato statunitense speed di arrampicata

## Edizioni
| Ed. | Anno | Data            | Luogo          | Note              |
| --- | ---- | --------------- | -------------- | ----------------- |
| 1   | 2008 | 25 - 26 gennaio | Salt Lake City | [ 1 ] [ 2 ] [ 3 ] |
| 2   | 2009 | 25 gennaio      | Salt Lake City | [ 4 ]             |
| 3   | 2010 | 22 - 23 gennaio | Sandy          | [ 5 ] [ 6 ] [ 7 ] |
| 4   | 2011 | 2 aprile        | Boulder        | [ 8 ]             |
| 5   | 2012 | 6 - 7 aprile    | Boulder        | [ 9 ]             |
| 6   | 2013 | 5 - 6 aprile    | Boulder        | [ 10 ]            |

## Albo d'oro

### Uomini
| Anno | Oro              | Argento        | Bronzo        |
| ---- | ---------------- | -------------- | ------------- |
| 2008 | Chris Sharma     | Jon Cardwell   | Dave Graham   |
| 2009 | Carlo Traversi   | Dave Graham    | Ethan Pringle |
| 2010 | Magnus Midtbø    | Daniel Woods   | Matt Hong     |
| 2011 | Carlo Traversi   | Magnus Midtbø  | Matty Hong    |
| 2012 | Vasya Vorotnikov | Dylan Barks    | Daniel Woods  |
| 2013 | Daniel Woods     | Carlo Traversi | Noah Ridge    |

### Donne
| Anno | Oro              | Argento        | Bronzo           |
| ---- | ---------------- | -------------- | ---------------- |
| 2008 | Emily Harrington | Paige Claassen | Tiffany Hensley  |
| 2009 | Emily Harrington | Paige Claassen | Sasha DiGiulian  |
| 2010 | Sasha DiGiulian  | Lauren Lee     | Paige Claassen   |
| 2011 | Sasha DiGiulian  | Alex Johnson   | Paige Claassen   |
| 2012 | Sasha DiGiulian  | Delaney Miller | Michaela Kiersch |
| 2013 | Charlotte Durif  | Delaney Miller | Chelsea Rude     |